# University of Washington Press
A University of Washington Press a Washingtoni Egyetem seattle-i campusán működő könyvkiadó.
Az 1915-ben alapított nonprofit vállalat első publikációja a Frederick M. Padelford által összeállított The Poems of Henry Howard, Earl of Surrey című kiadvány volt. 1969-től több egyetem közreműködésével az ázsiai kultúrákkal foglalkozó sorozatokat (könyvek és monográfiák) adnak ki.

## Nevezetes szerzők
- Kathleen Flenniken
- Li Cseng-tao
- Thomas Heberer

## Fordítás
- Ez a szócikk részben vagy egészben  az   University of Washington Press című angol Wikipédia-szócikk ezen változatának fordításán alapul.  Az eredeti cikk szerkesztőit annak laptörténete sorolja fel. Ez a jelzés csupán a megfogalmazás eredetét és a szerzői jogokat jelzi, nem szolgál a cikkben szereplő információk forrásmegjelöléseként.